# Nyo Saw
Nyo Saw est un nom birman ; les principes des noms et prénoms ne s'appliquent pas ; U et Daw sont des titres de respect.
Nyo Saw est un général et homme d'État birman, Premier ministre depuis 2025.